# Luís Henrique (calciatore 1968)
Luís Henrique Pereira dos Santos, conosciuto come Luís Henrique o Luiz Henrique (Jequitaí, 20 agosto 1968), è un ex calciatore brasiliano, di ruolo centrocampista.

## Caratteristiche tecniche
Centrocampista rapido e abile nel dribbling, aveva una buona capacità realizzativa.

## Carriera

### Club
Inizia la carriera professionistica nella piccola società della Catuense, con una breve esperienza al Flamengo nel 1987; tornato alla Catuense, vi rimane fino al 1990, anno nel quale si trasferisce al Bahia. Con la squadra bahiana gioca fino al 1992, ottenendo buoni risultati e guadagnandosi sia la nazionale che la chiamata del Palmeiras, dove rimane però per un breve periodo a causa della decisione dell'Monaco di puntare su di lui. Con la squadra del principato vince quindi il campionato di calcio francese 1992, giocando la maggior parte delle partite. Tornato in Brasile, al Fluminense, dove gioca fino al 1997, chiude la carriera nel 2001 giocando per società minori.

### Nazionale
Ha giocato 20 partite con la maglia della nazionale di calcio brasiliana, segnando sette reti, ed ha partecipato alle Copa América 1991 e 1993.

## Palmarès
- Campionato Baiano: 1

Bahia: 1991
- Campionato francese: 1

Monaco: 1992
- Campionato Carioca: 1

Fluminense: 1995